# 罗斯波尔当
罗斯波尔当（法語：Rosporden，法語發音：[ʁɔspɔʁdɛ̃]）是法国菲尼斯泰尔省的一个市镇，位于该省东南部，属于坎佩尔区。

## 地理
罗斯波尔当（47°57'38"N, 3°50'5"W）面积57.37 平方千米，位于法国布列塔尼大區菲尼斯泰尔省，该省份为法国最西部的省份，位于布列塔尼半岛西部，北西南三面环大西洋，东临阿摩尔滨海省和莫尔比昂省。
与罗斯波尔当接壤的市镇（或旧市镇、城区）包括：梅尔旺、巴纳莱克、埃利扬、蓬塔旺、圣伊维、斯凯尔、图尔克。

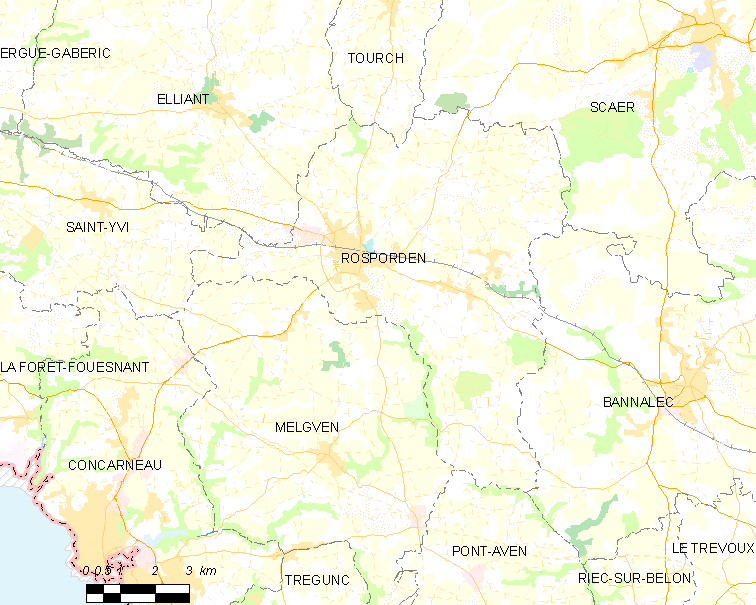
罗斯波尔当的OSM定位图

罗斯波尔当的时区为UTC+01:00、UTC+02:00（夏令时）。

## 行政
罗斯波尔当的邮政编码为29140，INSEE市镇编码为29241。

## 政治
罗斯波尔当所属的省级选区为孔卡诺县。

## 人口

1962-2008年间罗斯波尔当人口变化图示

罗斯波尔当于2022年1月1日时的人口数量为7580人。